# Nesluša
Nesluša (Hongaars: Neszlény) is een Slowaakse gemeente in de regio Žilina, en maakt deel uit van het district Kysucké Nové Mesto.
Nesluša telt 3.273 inwoners.